# ЕКОТЕСТ
ЕКОТЕСТ — торгова марка засобів радіаційного контролю, що розробляються та виготовляються науково-виробничим підприємством «Спаринг-Віст Центр».
Торгова марка «ЕКОТЕСТ» зареєстрована Всесвітньою Організацією Інтелектуальної власності у всіх країнах Європейського Союзу, Австралії, Сполучених Штатах Америки, Республіці Корея, Китаї, Росії, Казахстані та в ряді інших країн світу.
Інформація про це опублікована в Офіційному Бюлетні Міжнародних Товарних Знаків Всесвітньої Організації Інтелектуальної власності №: 2012/28.

## Виробник
Розробником та виробником приладів та систем радіаційного контролю торгової марки «ЕКОТЕСТ» є ПП «НВПП «Спаринг-Віст Центр», що знаходиться в м. Львів, Україна.
Підприємство налічує понад 200 висококваліфікованих фахівців, має понад 20 дилерів за кордоном і експортує власну продукцію у більш, ніж 60 країн світу (СНД, Європи, Азії, Африки, Північної та Латинської Америк). В доробку підприємства — понад 30 засобів та систем радіаційного контролю торгової марки «ЕКОТЕСТ».

## Історія
Підприємство «Спаринг-Віст Центр» було створено у 1996 році львівськими фахівцями-інженерами, які протягом довгого часу працювали на підприємствах військово-промислового комплексу. Однією із вагомих проблем того часу була гостра потреба у високотехнологічних та надійних приладах для виявлення та контролю радіації, яка виникла після вибуху на Чорнобильській атомній електростанції в 1986 році.
Львівські інженери зуміли створити нові, технічно досконалі та конкурентоспроможні засоби радіаційного контролю на базі високотехнологічних типів детекторів, використовуючи власні інноваційні розробки.
З 2004 року підприємство стало офіційним постачальником своєї продукції Міністерству оборони України. Приладами радіаційного контролю ТМ «ЕКОТЕСТ» були оснащені військові окремого українського 19-го батальйону РХБ-захисту Збройних Сил України, котрий виконував миротворчу місію в Перській затоці.

## Нагороди
- В 2008 році підприємство отримало Диплом переможця Всеукраїнського конкурсу якості продукції (товарів, робіт, послуг) «100 найкращих товарів України» у номінації «Продукція виробничо-технічного призначення»[3]
- В 2008 та 2011 роках підприємству було присвоєно звання «Експортер року в Україні». За офіційними даними державних органів статистики України, підприємство посіло перше місце та очолило рейтинг за сумарним значенням таких параметрів як: загальний об'єм експорту, динаміка зростання, диверсифікація та географія.

## Система управління якістю
Підприємство працює в умовах впровадженої та сертифікованої системи управління якістю та отримало Сертифікат відповідності вимогам стандарту ISO 9001-2008 № UA226098, виданий 06.10.06 р. Міжнародним товариством «БЮРО ВЕРІТАС».

## Продукція
- портативні дозиметри (радіометри)
  - зокрема, дозиметр-радіометр «Терра-П»
- персональні дозиметри
- пошукові дозиметри (радіометри, ідентифікатори)
- прилади для радіаційної та хімічної розвідки
- сигналізатори
- блоки детектування
- інформаційні табло
- автоматизовані системи
- програмне забезпечення

## Основні замовники
Основними замовниками продукції ТМ «ЕКОТЕСТ» є: Міністерство оборони України, Міністерство надзвичайних ситуацій України, Прикордонна служба України, Міністерство екології та природних ресурсів України, Служба безпеки України, Міністерство внутрішніх справ України, Міністерство охорони здоров'я України, Державна служба охорони, атомні електростанції, морські та річкові порти, залізниця, аеропорти, металургійні заводи, добувні і збагачувальні підприємства тощо.
Прилади ТМ «ЕКОТЕСТ» були використані для реалізації програми «Друга лінія оборони» та обладнання кордонів країн-членів СНД.